# 에스더 유
에스더 유(영어: Esther Yu, 1994년 6월 11일~)는 미국의 바이올린 연주자이다.

## 경력
2006년, 그녀는 헨리크 비에니아프스키 국제 바이올린 콩쿠르 주니어 부문 1위를 수상했고, 청소년 유럽연합 음악예술상에서도 수상했다. 그 후 그녀는 2010년, 16세의 나이로 제10회 장 시벨리우스 국제 바이올린 콩쿠르에서 최연소 우승자가 되었다. 그리고 2012년에는 퀸 엘리자베스 콩쿠르에서 우승한 역대 최연소 우승자 중 한 명이되었다.
2014년, 그녀는 2014~2016년 BBC 차세대 예술가로 선정되었다.
2020년, WQXR-FM이 선정한 2020년 주목할만한 음악가 20인 중 한 명으로 선정되었다.